# George Read (politik)
George Read (18. září 1733, North Ease – 21. září 1798 New Castle) byl americký právník a politik z New Castle County v Delaware. Byl signatářem Deklarace nezávislosti Spojených států, členem delegace na kontinentálním kongresu za stát Delaware, v roce 1787 spolupracoval na tvorbě "Constitutional Convention", byl prezidentem státu Delaware a členem "Federalist Party", působil jako vrchní soudce. Read byl jedním ze dvou státníků, kteří podepsali všechny tři hlavní státní dokumenty, na nichž je založena historie Ameriky:
- Petition to the King, petice Kongresu anglickému králi Jiřímu III. z roku 1774
- Deklarace nezávislosti
- Constitution of the United States, ústava USA

## Životopis

### Georgův otec
George Read byl synem Johna a Mary Read. Georgeův otec John se narodil v Dublinu v Irsku v anglické rodině s velkým jměním. Patřil do rodiny Read of Berkshire, Hertfordshire a Oxfordshire. John Read emigroval do amerických kolonií s cílem vstoupit do podnikání v Marylandu a Delaware. Brzy po svém příjezdu do Ameriky zakoupil John Read rozsáhlé pozemky v Cecil County v Marylandu. Založil spolu se šesti společníky společnost se záměrem vytvořit nové trhy a pomáhal rozvoji Marylandu budováním železáren Principio Company. O podnik se zajímaly také starší generace rodiny Washingtonů a později také generál George Washington. Během svého života zastával John Read různé vojenské funkce a ve svých pozdějších letech bydlel na své plantáži v New Castle County, Delaware.

Znak rodiny Readů

### Mládí
George Read se narodil v Cecil County v Marylandu 18. září 1733. Brzy po jeho narození se rodina přestěhovala do New Castle County v Delaware a usadila se poblíž vesnice Christiana. V mládí se George Read přátelil s Thomasem McKeanem v New London v Pensylvánii. Studoval právo ve Filadelfii u Johna Molanda. V roce 1754 se vrátil domů, aby si založil praxi v New Castle v Delaware. V roce 1763 se oženil s Gertrudou Ross Till, dcerou George Rosse. Měli čtyři děti, Johna, George juniora, Williama a Mary. Bydleli v New Castle a jejich dům nyní vlastní Delaware Historical Society. Byli členy metodistické církve. V roce 1763 guvernér státu Pensylvánie John Penn jmenoval Reada generálním prokurátorem pro tři hrabství Delaware. Read působil v této pozici až do svého zvolení jako delegáta na kontinentální kongres v roce 1774. Také se zúčastnil dvanácti zasedání koloniálního shromáždění v letech 1764/65 až 1775/76.

## Americká revoluce
V 18. století byl Delaware politicky rozdělen na dvě frakce. Strana známá jako „Soudní strana“ byla většinová, nejsilnější byla v Kent County a Sussex County, spolupracovala dobře s koloniální britskou vládou, a byla pro smíření s britskou vládou.
„Venkovská strana“ byla menšinová, z velké části v kraji Ulster-Scot, soustředěná v New Castle County a silně obhajovala nezávislost na Britech. Read byl vůdcem frakce Soudní strany a jako takový byl v opozici vůči Caesaru Rodneymu a jeho příteli a sousedovi Thomasi McKeanovi.
Read, stejně jako většina lidí v Delaware, byla pro pokus o diplomatické řešení sporů s Velkou Británií. Byl sice proti Kolkovému zákonu a podobným opatřením parlamentu, ale podporoval anti-import opatření a důstojné protesty. Nebyl přesvědčen o výhodách naprosté nezávislosti. Nicméně, od roku 1764, vedl v Delaware Committee of Correspondence a byl zvolen jako delegát spolu s radikálnějšími McKeanem a Rodneym do prvního a druhého kontinentálního kongresu v letech 1774 a 1777. Často byl nepřítomen, a když kongres hlasoval o americké nezávislosti 2. července 1776, Read mnoho delegátů překvapil tím, že hlasoval pro podepsání Deklarace. Rodney musel cestovat celou noc do Filadelfie, aby prolomil patovou situaci v otázce podpisu Deklarace delawarské delegace. Když však byla Deklarace nezávislosti Spojených států přijata, Read dokument podepsal navzdory své přirozené opatrnosti.

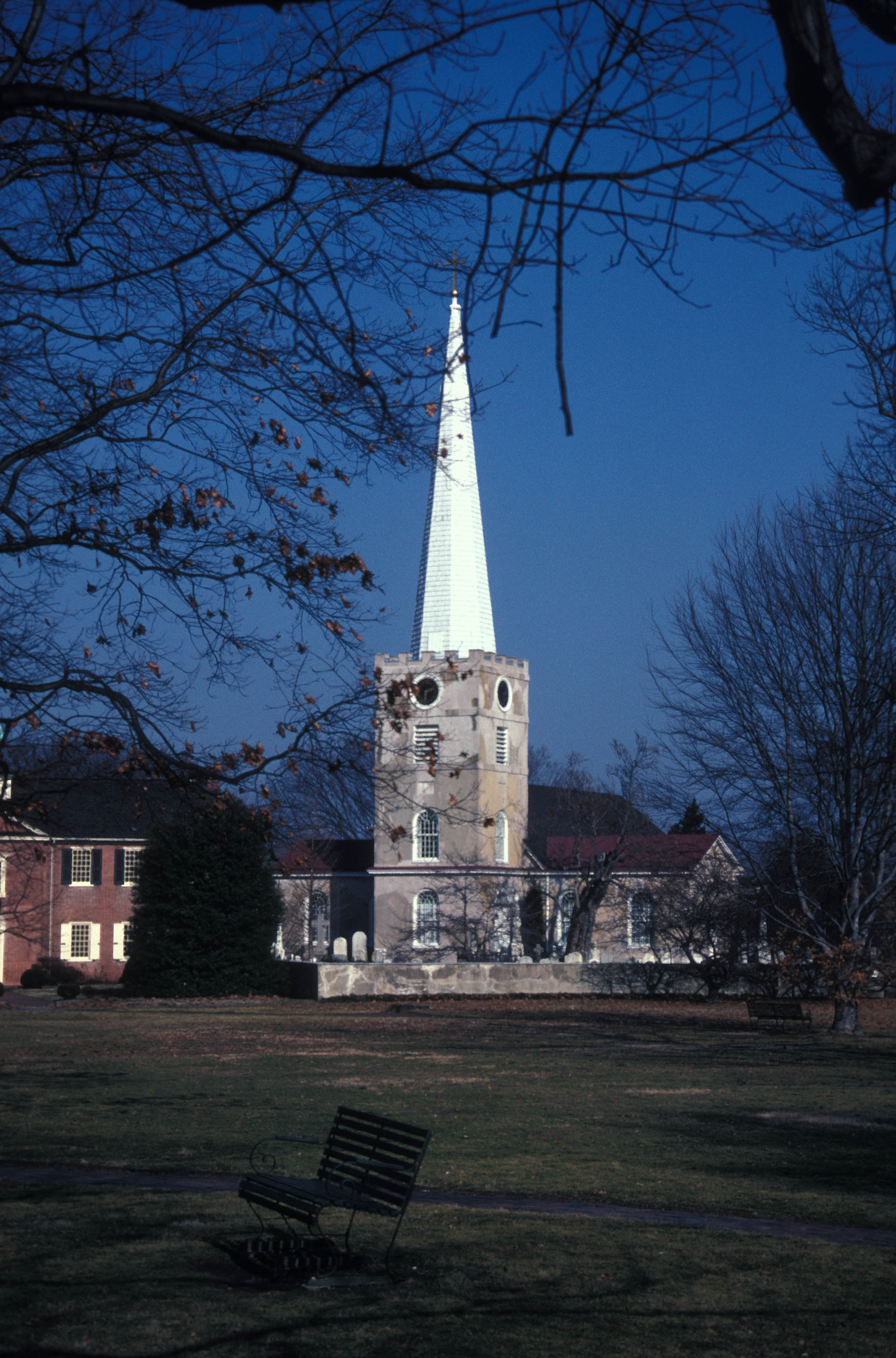
Kostel církve Immanuel Episcopal, New Castle, Delaware

## Vláda Delaware
Před očekáváním podpisu prohlášení o nezávislosti vyhlásilo General Assembly (Valné shromáždění) Lower Counties dne 15. června 1776 v New Castle Court House oddělení od britské vlády. Jakmile byla Deklarace nezávislosti skutečně přijata, vyzvalo Valné shromáždění k volbám do ústavní komise Delaware za účelem návrhu ústavy pro nový stát. Read byl zvolen do této komise, stal se jejím prezidentem a spolupracoval na dokumentu vypracovaném McKeanem, který se stal Delaware Constitution of 1776 (Ústava státu Delaware z roku 1776).
Read byl poté zvolen do první legislativní rady General Assembly v Delaware a byl zvolen jako mluvčí obou zasedání, v letech 1776/77 a 1777/78. V době zajetí uvernéra státu Delaware Johna McKinlyho byl Read ve Filadelfii na kongresu; poté, co i on těsně unikl zajetí při návratu domů stal se guvernérem on a byl jím od 20. října 1777 až do 31. března 1778. Britové obsadili Filadelfii a měli kontrolu nad řekou Delaware. Readův pokus najmout další vojáky a chránit stát před útoky britských vojáků z Filadelfie nebyl úspěšný. Zasedání delawarského General Assembly v letech 1777/78 muselo být kvůli bezpečnosti přesunuto do Doveru v Delaware.
Poté, co byl Rodney zvolen, aby Reada nahradil jako guvernéra, Read pokračoval v práci v legislativní radě až do zasedání 1778–79. Po jednoletém odpočinku ze zdravotních důvodů byl zvolen do sněmovny shromáždění na zasedání 1780/81 a 1781/82. Na zasedání 1782/83 se vrátil do legislativní rady a do zasedání 1787/88 působil ve dvou funkčních obdobích. Dne 5. prosince 1782 byl volen soudcem Court of Appeals in Cases of Capture (odvolacího soudu v případech zajetí, první federální soud Spojených států amerických).
George Read zemřel v New Castle 21. září 1798 a je zde pochován na hřbitově biskupského kostela Immanuel.
Jeho domov je nyní historickou památkou. Dům postavený jeho synem je ve vlastnictví Delaware Historical Society, je obnoven a otevřen pro veřejnost. V New Castle je po něm pojmenována škola a kolej na University of Delaware.